# Ferran VII d'Espanya
Ferran VII d'Espanya (El Escorial, 14 d'octubre de 1784 - Madrid, 29 de setembre de 1833), dit el Desitjat i el Felló, va ser príncep d'Astúries (1788-1808) i rei d'Espanya (1808 i 1814-1833).

## Orígens familiars
Va néixer a l'Escorial el 14 d'octubre de 1784 sent el tercer fill del rei Carles IV d'Espanya i Maria Lluïsa de Borbó-Parma. Era net per línia paterna del rei Carles III d'Espanya i la princesa Maria Amàlia de Saxònia, i per línia materna de duc Felip I de Parma i la princesa Elisabet de França.

## Joventut
Amb l'ascens al tron del seu pare, el 1788, Ferran fou nomenat príncep d'Astúries per les Corts.
El canonge Escoiquiz, principal artífex de la Conspiració de l'Escorial, va ser durant diversos anys el seu preceptor i qui li va inculcar, amb intenció manipuladora, una desconfiança i un ferotge odi envers els seus pares i Manuel Godoy.
A part del breu període (1802-1806) Escoiquiz mantingué una influència total sobre Ferran, fins que va ser descobert mentre participava del procés d'El Escorial. Un parell de mesos més tard, el Motí d'Aranjuez va causar que Manuel Godoy fos destituït i que Carles IV d'Espanya hagués d'abdicar en benefici del seu fill, el príncep Ferran.

## Regnat

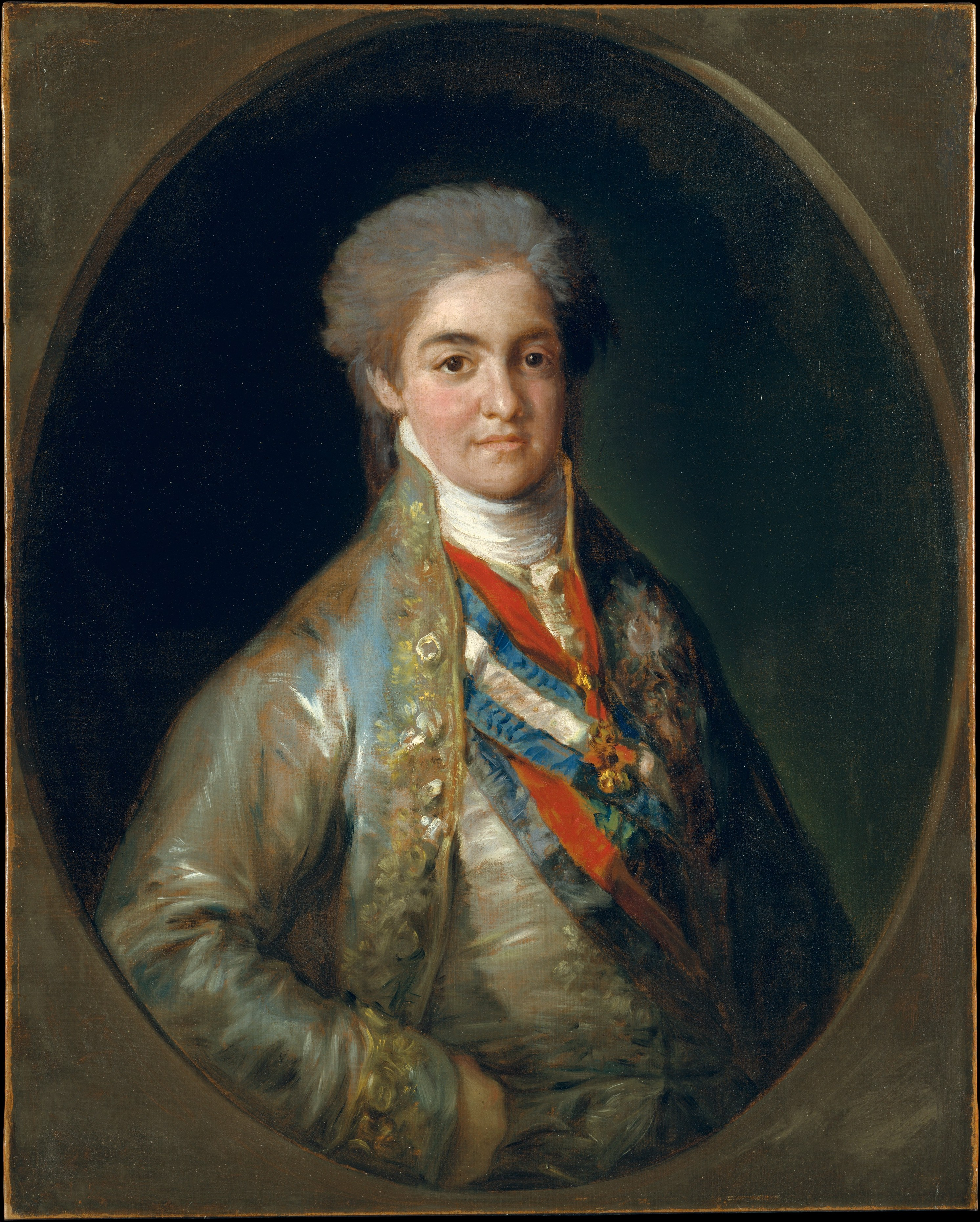
Ferran VII d'Espanya quan era Príncep d'Astúries

Ferran VII va començar a regnar el 19 de març del 1808 amb una alta popularitat, que no veia en ell un fill que havia traït el seu pare sinó una víctima més del príncep de la Pau, Manuel Godoy. Però Ferran inicià el seu regnat en un país ocupat per les tropes franceses de Joachim Murat, havent-se de posar sota la seva protecció.
El 1808 Napoleó Bonaparte va convocar Ferran a Baiona, on Carles IV d'Espanya hi residia a l'exili perquè renunciés a la Corona espanyola. El 30 d'abril es reuneixen Carles IV i la seva dona, Godoy, Ferran VII i la seva dona, juntament amb Napoleó Bonaparte i el seu germà Josep. Alhora, a Madrid, el poble es va aixecar contra els ocupants francesos el 2 de maig, iniciant-se així la Guerra de la Independència d'Espanya. A Baiona Carles IV afirma que la seva renúncia al tron després del Motí d'Aranjuez és nul·la i exigeix la devolució dels seus drets. Alhora, el mateix rei havia cedit aquests drets a Napoleó a canvi d'asil a França per a ell, la seva muller i Godoy així com una pensió de 30 milions de reals anuals. El 5 de maig Napoleó aconsegueix que Ferran VII, mitjançant les Abdicacions de Baiona, reconegui el seu pare com a rei legítim a canvi d'una pensió de 4 milions de reals anuals. Napoleó va nomenar rei d'Espanya el seu germà Josep Bonaparte, que regnaria a Espanya com a Josep I d'Espanya fins al 1813.
Durant la Guerra del Francès, el Consell de Regència reuní, el 1810, les Corts de Cadis i es va declarar únic i legítim monarca de la nació espanyola a Ferran de Borbó, deixant sense efecte la cessió de la Corona en favor de Napoleó. Les derrotes de les tropes franceses van motivar el Tractat de Valençay l'11 de desembre de 1813 pel qual la Corona espanyola tornava a Ferran, que el 7 de març de 1814 ja fou autoritzat a tornar a Espanya.

## Retorn del rei
Ferran VII tornà a Espanya el 22 de març de 1814. Un grup de diputats absolutistes li van presentar el Manifest dels Perses, en què li aconsellaven la restitució del sistema absolutista i la derogació de la Constitució elaborada a les Corts de Càdis el 1812.
Als primers anys del seu govern es va produir una neteja de simpatitzants francesos i de liberals. El pronunciament liberal de l'exèrcit, dirigit per Rafael Riego a Las Cabezas de San Juan, obligà el monarca a jurar la Constitució, i a posar en funcionament el Trienni Liberal o Constitucional (1820-1823) on es va continuar l'obra reformista iniciada el 1810: abolició dels privilegis de classe, senyorius, i de la Inquisició, es va preparar el Codi Penal i va retornar a la vigència la Constitució de 1812.

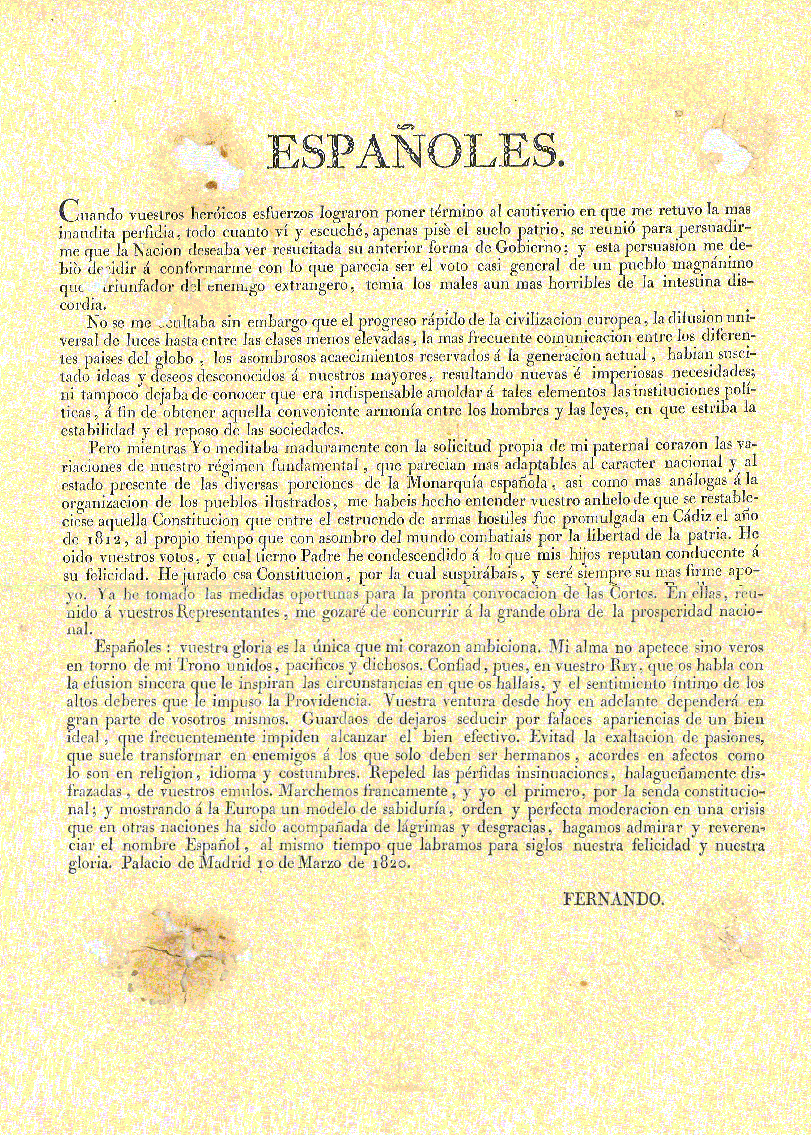
Jura de la Constitució de Cadis per part de Ferran VII

Des de 1822, totes aquestes iniciatives polítiques reformistes tingueren la seva resposta en una contrarevolució sorgida a la Cort, l'anomenada Regència d'Urgell, recolzada per camperols i, a l'exterior, per la Santa Aliança que, des del centre d'Europa, defensava els drets dels monarques absoluts. A l'any següent s'inicià una dècada absolutista que consolidava l'absolutisme com a forma de govern i que coincidia amb la independència de la majoria de les colònies americanes. El 7 d'abril de 1823 van entrar a Espanya les tropes franceses enviades pel duc d'Angulema, els Cent mil fills de Sant Lluís, als quals es van sumar tropes reialistes espanyoles. Sense quasi oposició, l'absolutisme va ser restaurat. En 1824 va concedir una amnistia a tots els participants tret dels principals líders liberals.
L'última etapa del regnat de Ferran VII va ser de nou absolutista. Es va suprimir la Constitució i es van restablir les institucions existents el gener de 1820, tret de la Inquisició.

## Núpcies i descendents
Es casà el 6 d'octubre de 1802 a Barcelona amb la princesa Maria Antònia de Borbó-Dues Sicílies, filla del rei Ferran I de les Dues Sicílies i l'arxiduquessa Maria Carolina d'Àustria. Maria Antònia morí el 1806 sense haver tingut descendència.
Es casà, en segones núpcies, el 29 de setembre de 1816 a Madrid amb la infanta Maria Isabel de Portugal, filla del rei Joan VI de Portugal i la infanta Carlota Joaquima d'Espanya. La reina consort morí el 1818 havent nascut una filla del matrimoni:
- SAR la infanta Maria Lluïsa de Borbó (1817-1818)

Es tornà a casar, en terces núpcies, a Madrid el 20 d'octubre de 1819 amb la princesa Maria Josepa de Saxònia, filla del príncep Maximilià de Saxònia i Carolina de Borbó-Parma. Maria Josepa morí el 1829 sense haver pogut donar descendència al rei espanyol.
Es casà, en quartes núpcies, l'11 de desembre de 1829 a Madrid amb la seva neboda, la princesa Maria Cristina de Borbó-Dues Sicílies, filla del rei Francesc I de les Dues Sicílies i Maria Isabel d'Espanya. D'aquesta unió nasqueren:
- SAR la reina Isabel II d'Espanya, nada a Madrid el 1830 i morta a París el 1904. Es casà amb l'infant Francesc d'Assís d'Espanya.

- la infanta Lluïsa Ferranda d'Espanya, nada a Madrid el 1832 i morta a Sevilla el 1897. Fou casada el 1846 amb el príncep Antoni d'Orleans.

## El problema successori

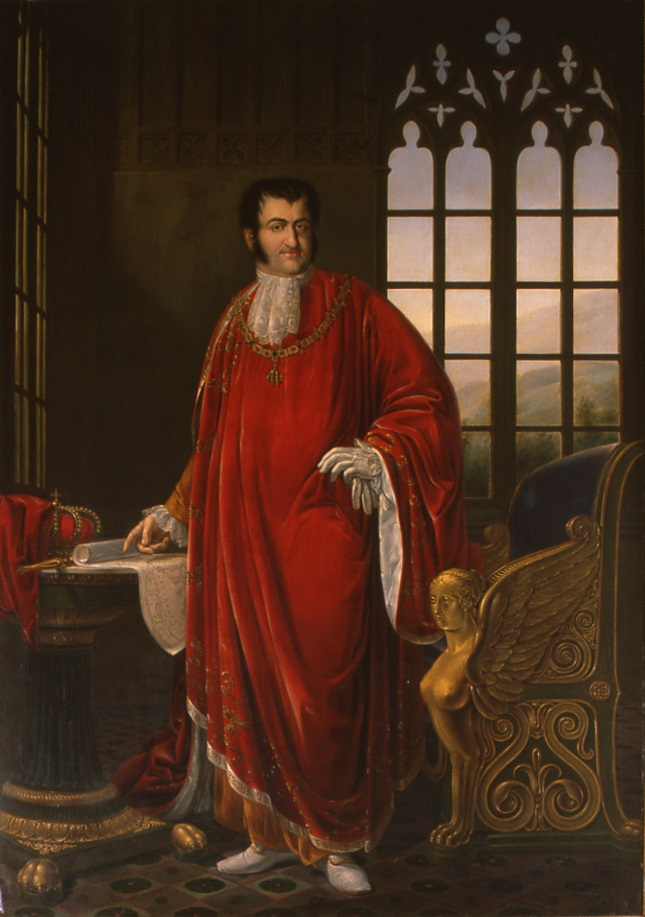
Retrat de Ferran VII (1833), per Josep Arrau i Barba (1802-1872, Reial Acadèmia Catalana de Belles Arts de Sant Jordi de Barcelona.

El 1832, durant una greu malaltia del rei, cortesans carlistes van convèncer el ministre Francisco Tadeo Calomarde perquè Ferran VII signés un Decret derogatori de la Pragmàtica, la qual cosa tornava a implantar la Llei Sàlica. Amb la millora de la salut del monarca, el govern, dirigit per Francisco Cea Bermúdez, va posar de nou en vigor la Pragmàtica, per la qual cosa després de la mort del rei, el 29 de setembre de 1833, quedava com a hereva la seva filla primogènita Isabel, que regnaria amb el nom d'Isabel II. Tot i que Isabel II era menor d'edat, va quedar com a regent d'Espanya la seva mare, muller de Ferran VII, Maria Cristina.
Davant aquest fet, el germà del rei Carles Maria Isidre de Borbó, al costat d'altres reialistes que consideraven que el legítim hereu de la corona era el germà del rei i no pas la filla d'aquest, es van revoltar i s'inicià la Primera Guerra Carlina.